# 岳云

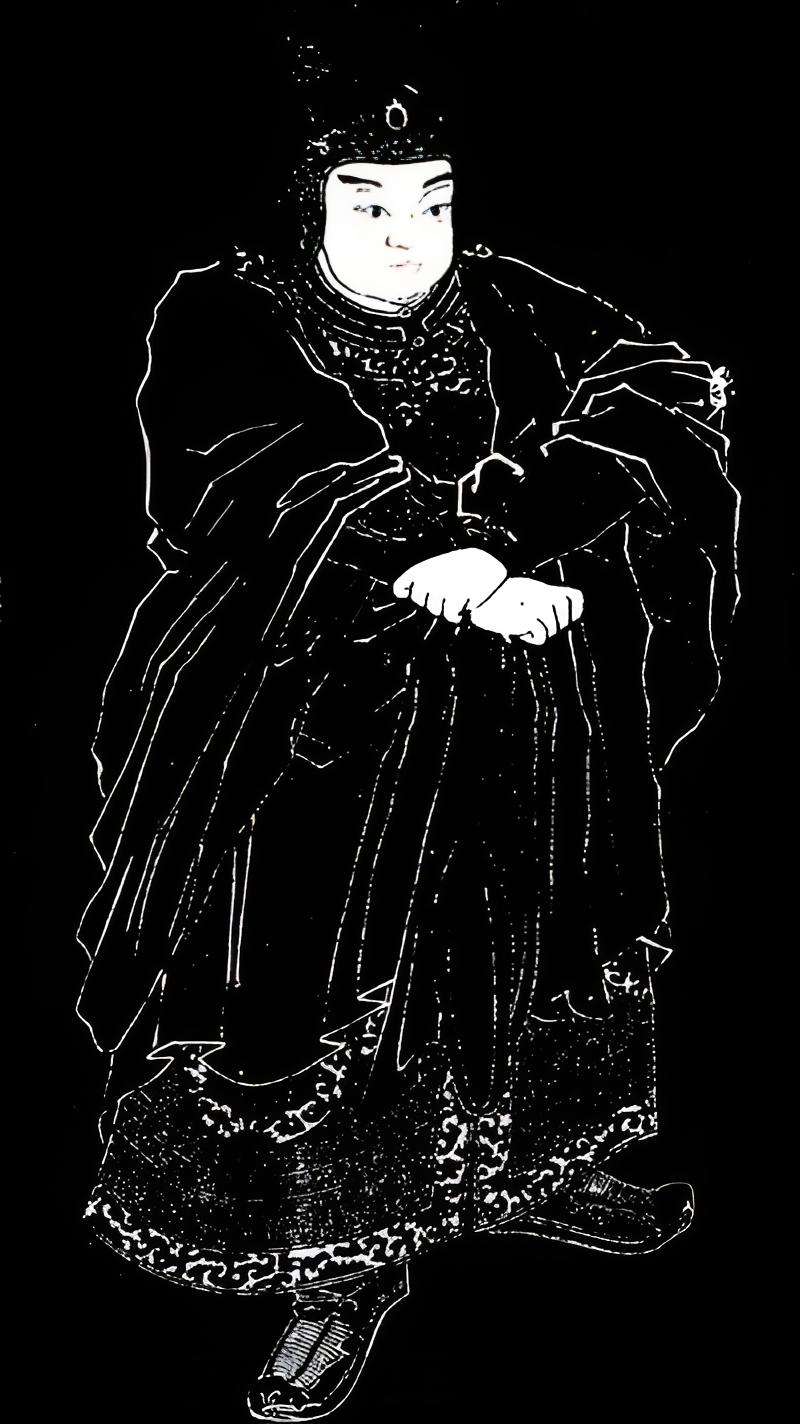
岳云画像。

岳雲（1119年—1142年），字应祥，号会卿，相州汤阴（今河南省安阳市汤阴县）人，南宋抗金名将岳飞长子，官至左武大夫、忠州防御使、提举醴泉观，追赠安远军承宣使、武康军节度使。

## 名将之子

### 少年从军
宋高宗建炎四年（1130年）七月，朝廷以岳飞为武功大夫、昌州防御使、通泰镇抚使兼知泰州。同年，岳云在通泰镇抚司前军统领张宪麾下从军，时年十二。

### 荷蒙荣宠
绍兴三年（1133年）九月，中卫大夫、武安军承宣使、神武副军都统制岳飞平定吉州、虔州之后，携长子岳云到临安行在朝见宋高宗。宋高宗赐岳飞金线战袍、金带手刀、银缠枪、配备海皮鞍的战马一匹、绣有“精忠岳飞”的战旗一面，以及衣甲、弓箭、马铠各一副；赐岳云弓箭、战袍、银缠枪。朝廷以岳飞为镇南军承宣使、神武副军都统制、江南西路沿江制置使，由于父亲的关系，宋高宗特旨任命尚无军功的岳云为保义郎、阁门祗侯。岳飞上书推辞岳云官职，宋高宗不允。

## 勇冠三军

### 崭露头角
绍兴四年（1134年）三月，朝廷以镇南军承宣使、神武后军统制、江南西路、舒、蕲州制置使岳飞兼荆湖南路、鄂、岳州制置使，出兵收复京西路的襄阳府、唐、邓、随、郢州和信阳军。五月，又兼黄、复州、汉阳军、德安府制置使。岳飞率部行至郢州，命张宪劝降无效，于次日一鼓作气破城。随即分遣张宪进攻随州，自己亲率大军直奔襄阳府，伪齐将领李成不战而逃。张宪攻随州数日不下，亲卫大夫、安州观察使、神武后军中军统领牛皋自请来援，三日内便攻下随州。此战中，岳云“手握两铁椎，重八十斤”，率先登城，勇冠三军。六月，岳飞击败反扑的李成军。七月，岳飞派王贵、张宪进攻邓州，大败城外列阵的数万金、齐联军，又乘胜进攻邓州，岳云再次率先登城。武义大夫、荣州团练使、神武后军选锋军统领李道收复唐州，武略大夫、吉州刺史、荆湖北路安抚司统制崔邦弼收复信阳军。八月，朝廷以岳飞为清远军节度使、神武后军统制、湖北路、荆、襄、潭州制置使、特封武昌县开国子、食邑五百户、食实封二百户，所部三万人移屯鄂州。岳飞只上报了岳云随州之功，而将邓州之功隐匿不报，故朝廷仅以岳云为忠训郎、阁门祗侯。

### 再荷荣宠
绍兴四年（1134年）九月，金国权左副元帅完颜宗福、权右副元帅完颜昌、元帅左都监完颜宗弼率渤海、汉军五万与伪齐皇子领东南道行台尚书令刘麟入侵两淮，宋高宗手诏命清远军节度使、神武后军统制、湖北路、荆、襄、潭州制置使、特封武昌县开国子、食邑五百户、食实封二百户岳飞赴援。十二月，岳飞所部抵达庐州。胜负未分，金太宗病危，金、齐联军撤退。绍兴五年（1135年）二月，朝廷以岳飞为镇宁、崇信军节度使、神武后军都统制、荆湖南、北路、襄阳府路制置使、武昌郡开国侯、食邑一千户、食实封四百户。宋高宗又特旨任命岳飞长子忠训郎、阁门祗侯岳云升阁门宣赞舍人，次子忠训郎岳雷加阁门祗侯一职。岳飞再次上书推辞岳云、岳雷官职，宋高宗依然不允。不久，朝廷发现岳云战功，以岳云为武翼郎，仍带阁门宣赞舍人一职。
绍兴七年（1137年）二月，朝廷以武德郎、阁门宣赞舍人、湖北京西宣抚使司书写机宜文字岳云为武德大夫、遥郡刺史，其父起复检校少保、武胜定国军节度使、湖北京西路宣抚副使兼营田使岳飞上书推辞不受。
绍兴九年（1139年），授岳云为武显大夫、遥郡刺史。
绍兴十年（1140年），以颖昌之功，授左武大夫（正六品，武阶52阶第13阶，横行正使13阶第12阶）、忠州防御使（从五品，遥郡武阶5阶第3阶）。
绍兴十一年（1141年），少保、武胜定国军节度使、充湖北京西路宣抚使、兼河南北诸路招讨使、兼营田大使、武昌郡开国公、食邑五千四百户，食实封二千三百户岳飞被解除兵权之后，其军番号由行营后护军改名鄂州驻扎御前诸军，暂由武安军承宣使、御前中军统制、权都统制王贵节制，龙神卫四厢都指挥使、阆州观察使、御前前军统制、权副都统制张宪副之。

### 遇害
秦桧与張俊诬告张宪、岳云密谋，意图使岳飞重掌兵权；张宪、岳云被张俊扣押。御史中丞万俟卨罗织冤狱，岳飞赐死，张宪、岳云弃市，子孙拘禁，家产籍没。
绍兴三十一年（1161）年，宋高宗下令释放岳飞、张宪子孙，可以从流放地自由迁徙。
绍兴三十二年（1162年）七月，追复左武大夫、忠州防御使；宋孝宗淳熙五年（1178）十二月，追赠宁远军承宣使（正四品，正任武阶6阶第2阶）；宋宁宗嘉泰四年（1204年）八月，追赠武康军节度使（从二品，正任武阶6阶第1阶）。

## 后裔
岳雲娶妻鞏氏，生有二子岳甫、岳申，一女岳大娘。岳甫和岳申分別在宋孝宗時期被授官，岳甫曾在南宋官拜吏部尚書。
安徽省合肥地区包括三县在内，一共有近万名岳飞后人，为岳云直系后裔。